# ジーン・マコ
ジーン・マコ（Gene Mako, 1916年1月24日 - 2013年6月14日）は、アメリカの男子テニス選手。ハンガリー・ブダペスト生まれ。本名は Constantine Gene Mako （コンスタンティン・ジーン・マコ）という。1930年代後半に活躍し、1歳年上のドン・バッジとペアを組んでウィンブルドン選手権・全米選手権の男子ダブルスに2勝ずつを挙げた。4大大会男子シングルスでは、1938年の全米選手権決勝でバッジに敗れた準優勝がある。右利きの選手で、体格は身長183cm、体重77kgほどであった。

## 来歴
コンスタンティン・ジーン・マコはハンガリーの首都ブダペストで生まれたが、間もなくアルゼンチン・ブエノスアイレスに移転し、7歳の時からアメリカ・ロサンゼルスに定住した。1933年から全米選手権に出場し始め、南カリフォルニア大学在学中の1934年に18歳で大学対抗テニス選手権のシングルス・ダブルスを制した。1935年から男子テニス国別対抗戦・デビスカップのアメリカ代表選手になる。10代の頃、彼は当時の若手選手としては最もパワフルなサービスを打っていたが、このプレースタイルにはおのずと限界が訪れた。右肩の酷使による故障が累積し、1936年夏にウィンブルドン選手権の2回戦敗退で選手生命の危機を迎える。この時期の彼を支えた人が、最大の親友ドン・バッジだった。マコの話によれば、バッジはダブルス・パートナーにプレースタイルの変更を勧め、（これまでの豪腕サービスと比べて）「小柄な老婦人のようにサーブを打ち、シャベルですくうようにショットを打てばいい。それで十分だ」と提案したという。これが功を奏し、マコは無理のないスタイルでテニスを続けながら、バッジとのダブルスで世界の頂点を目指し始める。
1936年の全米選手権で、ジーン・マコは男子ダブルス・混合ダブルスの2部門制覇を果たす。男子ダブルスではバッジと組み、アメリカの男子テニス界を代表するダブルス・コンビと呼ばれてきたウィルマー・アリソン＆ジョン・バン・リン組を 6-4, 6-2, 6-4 で破って優勝した。混合ダブルスの決勝戦では、マコとバッジはネットをはさんで戦い、マコとアリス・マーブルの組がバッジとサラ・ポールフリーに 6-3, 6-2 で勝った。1937年、マコとバッジはウィンブルドン選手権でダブルス初優勝を果たす。しかし、2連覇を目指した全米選手権の男子ダブルス決勝で、2人はドイツペアのゴットフリート・フォン・クラム＆ヘンナー・ヘンケル組に 4-6, 5-7, 4-6 で敗れてしまう。それから1938年全仏選手権まで、2人はしばらく波に乗れなかった。
1938年は、ドン・バッジがテニス史上最初の「年間グランドスラム」を達成した年である。バッジは前年の1937年ウィンブルドン選手権から1938年全米選手権まで、4大大会男子シングルス「6連勝」を成し遂げた。1938年全豪選手権では、マコはシングルス準々決勝でジョン・ブロムウィッチに敗れた。マコとバッジのダブルスも、準決勝でエイドリアン・クイストとブロムウィッチのペアに 6-3, 6-4, 3-6, 4-6, 1-6 の逆転で敗れてしまう。続く全仏選手権でも、マコとバッジは男子ダブルス決勝で地元フランスペアのイボン・ペトラ＆ベルナール・デストレモー組に 6-3, 3-6, 7-9, 1-6 で敗れた。同大会の男子シングルスで、第7シードのマコは3回戦で日本の中野文照に 1-6, 3-6, 6-4, 0-6 で敗退してしまう。中野は1930年代後半の日本男子テニス界を代表した選手の1人で、第2次世界大戦をまたいで1952年まで現役を続行した人であるが、生涯最大の勝利をこのマコから得たのである。この後、マコとバッジは1938年のウィンブルドン選手権と全米選手権で男子ダブルス2連勝を達成し、ウィンブルドン・ダブルスは2連覇、全米ダブルスは2年ぶり2度目の優勝となった。全米選手権の男子シングルスで、ドン・バッジが「これに勝てば年間グランドスラム」となる歴史的な決勝戦を迎えた時、対戦相手はダブルス・パートナーのジーン・マコに決まった。マコはこの大会の男子シングルスではノーシード選手であったが、3回戦で第6シードのフランク・コバックスを破って波に乗り、初めての決勝進出を決めた。バッジはマコに 6-3, 6-8, 6-2, 6-1 で勝利を収め、この親友の目前で年間グランドスラムを達成した。全米男子ダブルス決勝では、2人は全豪準決勝で敗れたエイドリアン・クイスト＆ジョン・ブロムウィッチ組に 6-3, 6-2, 6-1 で雪辱を果たす。こうして、バッジの栄光の年となった1938年のシーズンが終わった。
ジーン・マコは現役時代、日本人男子選手との対戦も何度かあった。彼がウィンブルドン選手権に初出場した1935年、シングルス2回戦で山岸二郎に 2-6, 2-6, 6-2, 6-1, 6-2 の逆転勝ちを収めたことがある（マコは4回戦で敗退した）。1937年のデビスカップ「アメリカン・ゾーン」準決勝では、マコとバッジのダブルスが、山岸と中野文照の組に 6-0, 6-1, 6-4 のストレートで勝った。1938年全仏選手権の3回戦でマコが中野に敗れたことは、前述の通りである。
ダブルスで世界の頂点を極めた後、マコはバッジとともに「プロテニス選手」に転向したが、すぐに第2次世界大戦が勃発した。戦時中はアメリカ陸軍に勤務しながら、1943年の「全米プロテニス選手権」（U.S. Pro）でブルース・バーンズと組んだダブルス優勝がある。終戦後はアメリカ西海岸地区で、セミプロのバスケットボール選手として活動した。1973年に国際テニス殿堂入り。
2013年6月14日カリフォルニア州ロサンゼルスで97歳で死去した。

## 4大大会ダブルス優勝
- ウィンブルドン選手権　男子ダブルス：2勝（1937年＆1938年）
- 全米選手権　男子ダブルス：2勝（1936年、1938年）／混合ダブルス：1勝（1936年）　［男子シングルス準優勝：1938年］